# Microsorum submarginale
Microsorum submarginale là một loài dương xỉ trong họ Polypodiaceae. Loài này được M.Kato, Darnaedi & K.Iwats. mô tả khoa học đầu tiên năm 1991.
Danh pháp khoa học của loài này chưa được làm sáng tỏ. 